# Контур живлення покладу
Ко́нтур жи́влення по́кладу (рос. контур питания залежи; англ. external boundary of the pool; нім. Lagerrandwasserlinie f, Einzugskontur f) — у нафто- і газовидобуванні — лінія на карті або плані нафтового або газового покладу, що відбиває межу покладу з областю живлення, тобто із зовнішньою водонапірною або газонапірною системою.
У гідродинамічній схемі покладу контур живлення покладу — зовнішня границя, на якій відомі зведені тиск (що залишився постійним при розробці покладу або який змінюється в залежності від темпів відбирання рідини із пласта) або напір пластових флюїдів.

## Контур живлення умовний
Ко́нтур жи́влення умо́вний,(рос. контур питания условный; англ. conventional external reservoir boundary; нім. nominaler Einzugskontur f (Speisekontur f)) — лінія в пласті, на якій при експлуатації покладу тиск практично дорівнює первісному зведеному тиску.